# 双河镇 (志丹县)
双河镇，是中华人民共和国陕西省延安市志丹县下辖的一个乡镇级行政单位。
2015年，陕西省民政厅批复同意撤销双河乡，设立双河镇。

## 行政区划
双河镇下辖以下地区：
双河村、向阳沟村、麻子沟村、南洼村、李家湾村、桃庄湾村、大庄科村、王畔村、白杨树湾村、毛项村、刘家湾村、桐山村、吴家湾村、墩梁村、甄家峁村、寺山村和张畔村。